# Antoine Cabaton
Antoine Cabaton, né le 11 décembre 1863 à Nérondes et mort le 25 novembre 1942 à Vannes, est un philologue français qui fut un des fondateurs des études insulindiennes. Outre ses tâches d'enseignement, il effectua des recherches et publications concernant non seulement les langues, mais aussi les religions, l'histoire et les problèmes contemporains.

## Biographie
Antoine Cabaton est né le 11 décembre 1863 à Nérondes dans le Cher. Il dut très tôt gagner sa vie en tant que commis de pharmacie, cependant, il entreprend des études de pharmacien et obtient son diplôme de Pharmacie à Paris. Cabanon prépare ensuite des études de médecine et devient externe à l'hôpital Saint-Antoine toujours à Paris. 
Il part faire son service militaire (1884-1888). 
Pendant ses loisirs, il découvre l'orientalisme et y prend goût en s'inscrivant à l'École des langues orientales où il décroche un diplôme d'arabe. De plus, il s'inscrit à l'Ecole du Louvre pour y étudier l'égyptologie et de même à l'École des hautes études) pour y obtenir un diplôme de sanskrit.
De fait, il finit par renoncer rapidement à exercer la médecine pour les secondes.

### Enquête en Indochine
En 1897, il travaille à la Bibliothèque nationale comme "attaché de travaux de catalogage" ce qui implique un travail d'inventaire des manuscrits d'Asie.
Grâce à cet emploi, il saisit l'occasion de partir en Indochine à l'initiative de Louis Finot en train d'organiser l'École française d'Extrême-Orient, auprès de qui il exerce les fonctions de secrétaire puis en mars 1899, en tant que secrétaire-bibliothèque. Il participe ainsi au début de la fondation de l'EFEO et en devient membre de 1898 à 1900.
En 1899, il prend part à une expédition avec Louis Finot et Étienne Lunet de Lajonquière à Java pour une étude de l'organisation de la Société des arts et des sciences de Batavia à Batavia, la plus ancienne des institutions orientalistes en Extrême-Orient.
Antoine Cabaton prend part à une grande enquête en compagnie de Louis Finot et d'Étienne Lunet de Lajonquière sur les Chams d'Annam et du Cambodge.

Cependant, en juillet 1900, Antoine Cabaton doit interrompre sa participation à cette exploration en Indochine et démissionne pour revenir prématurément en France à cause de problèmes de santé.

### Retour en France
À son retour en France, Cabaton reprend son travail à la Bibliothèque nationale dès 1901. Par la suite, en 1906, il est chargé de l'enseignement du malais à l'École des langues orientales (il est nommé Professeur en 1920) et demeure à ce poste jusqu'en 1933, lorsqu'il prend sa retraite.
Parmi ses élèves, on compte Louis Charles Damais (1911-1966) ,, un membre de l'EFEO de 1949 à 1966 particulièrement doué en langue, qualifié de maître des langues indonésiennes en France.
Ses travaux sur les Chams d'Annam et du Cambodge sont publiés à l'EFEO. 
L'Académie des inscriptions et belles-lettres lui décerne le prix Bordin en 1904 pour ses Nouvelles Recherches sur les Chams puis il est encore récipiendaire du Prix Bordin en 1910 pour son Catalogue sommaire des manuscrits sanscrits et pālis de la Bibliothèque nationale, et enfin, une nouvelle fois en 1913.
En 1911, il reçoit le prix Montyon pour "les Indes néerlandaises". 
En 1906, il contribue à un dictionnaire de traduction entre Cam et Français avec Etienne Aymonier qui joua un rôle dans la fondation de l'École Française d'Extrême Orient.
C'est en 1906 qu'un emploi correspondant à ses compétences lui est proposé à l'École des langues orientales comme chargé de cours, puis professeur de malais, succédant à Édouard Dulaurier, à l'Abbé Pierre Favre, à Aristide Marre et à Alfred Tugault.
À partir de 1908, Antoine Cabaton commence à aborder un nouveau centre d'intérêt : les sources ibériques sur l'histoire de l'Asie du Sud-Est péninsulaire. En 1909, il effectue des missions en Espagne et au Portugal et en tire diverses publications et traductions à ce sujet.
Antoine Cabanon enseigne à l'ENLOV (notamment le cam et le malais) jusqu’à sa retraite en décembre 1933, tout en continuant à publier régulièrement. Sa dernière publication est la traduction française de la grosse étude de Miguel Asín Palacios, L'eschatologie musulmane dans la Divine Comédie. 
Parmi ses élèves ayant fait carrière universitaire, on peut citer notamment Paul Demiéville et René Poirier.
Il meurt le 25 novembre 1942 à Vannes où il s'était retiré chez sa fille et son gendre, le docteur Roland, après quelques années à Nice.

## Famille
En août 1901, il épouse Lucie Camus, jeune agrégée d'histoire, ancienne élève de Jaurès. Ils eurent au moins une fille, M. A. Roland.

## Distinctions et appartenances à des sociétés savantes
- Chevalier de la Légion d'honneur en 1920,[réf. souhaitée]
- chevalier de l'Ordre royal du Cambodge,
- Officier de l'ordre du Dragon d'Annam (1926),
- Officier d'académie,
- lauréat de l'Institut (cinq fois),
- membre de l'École Francaise d'Extrême Orient
- membre du Conseil de la Société asiatique,
- membre de l'Institut de La Haye,
- membre de l'Académie des arts et des sciences de Batavia (Bataviaasch Genootschap),
- membre correspondant de l'Académie d'histoire de Madrid,

## Prix
- Prix Bordin 1904, 1910 et 1913 de l’Académie des inscriptions et belles-lettres.
- Prix Montyon 1911
- Prix Stanislas-Julien 1907

## Ouvrages
- Catalogue sommaire des manuscrits indiens, indo-chinois et malayopolynésiens de la Bibliothèque nationale (1912) ;
- Dictionnaire cam-français, avec Étienne Aymonier, École française d'Extrême-Orient (1906) ;
- Les Indes néerlandaises (1909) traduit en anglais dès 1911 ;
- participation à L'Encyclopédie de l'Islam (1922) ;
- nombreux articles dans la Revue du monde musulman de 1906 à 1926, par exemple :
  - «Notes de bibliographie indo-néerlandaise»,
  - «Les Moros de Soulou et de Mindanao»,
  - «Un congrès de jeunes Javanais»,
  - «Les Malais et l'avenir de leur langue».